# إنفيلد سيتي فالكونز
إنفيلد سيتي فالكونز الاسم الكامل: (بالإنجليزية: Enfield City Football Club)‏ هو نادي كرة قدم أسترالي تم إنشاؤه في سنة 1985 الميلادية وشارك في الدوري الجنوب الأسترالي الممتاز.